# 新潟県道187号池の平妙高高原線
新潟県道187号池の平妙高高原線（にいがたけんどう187ごう いけのたいらみょうこうこうげんせん）は、新潟県妙高市内を通る一般県道である。

## 概要

### 路線データ
- 起点：新潟県妙高市大字関川字池の平（新潟県道399号杉野沢二俣線交点）
- 終点：新潟県妙高市大字関川字星野町（上信越自動車道・国道18号交点）

## 地理

### 通過する自治体
- 新潟県妙高市

### 接続する道路
- （起点：妙高市大字関川字池の平）
- 新潟県道399号杉野沢二俣線（妙高市大字関川字池の平地内（「エビスヤ旅館」前 - 「池の平簡易郵便局」北方）で重複）
- 上信越自動車道・国道18号（妙高野尻バイパス）（終点：妙高高原IC交差点）

### 周辺
- 新潟県立妙高病院
- 妙高市役所 妙高高原支所
- 妙高市立妙高高原中学校
- 妙高市立妙高高原南小学校
- 妙高高原郵便局
- 池の平簡易郵便局
- 妙高戸隠連山国立公園
- 妙高山
- 池の平温泉
- 池の平温泉スキー場